# N'Guelbely
N'Guelbely è un comune rurale del Niger facente parte del dipartimento di Maine-Soroa nella regione di Diffa.